# PGP-RTS
PGP-RTS (en serbe cyrillique : Продукција грамофонски хплоча Радио телевизије Србије ; en serbe latin : Produkcija gramofonski hploča Radio televizije Srbije) est un label de musique serbe créé en 1997 ; il est basé à Belgrade. Il est le successeur du label PGP-RTB.
PGP-RTS est la branche de production musicale de la Radio Télévision de Serbie (RTS).

## Artistes produits

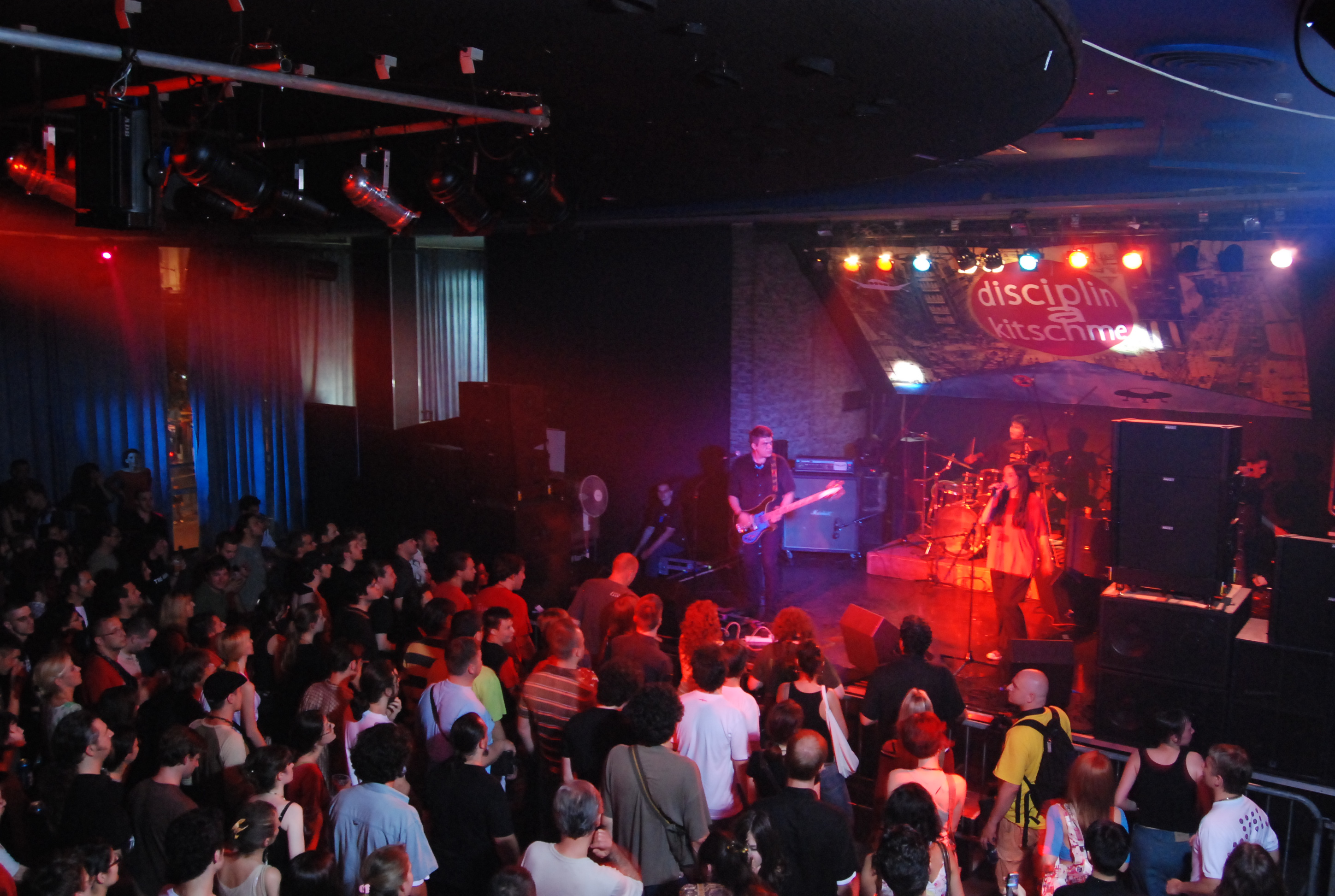
Disciplin A Kitschme

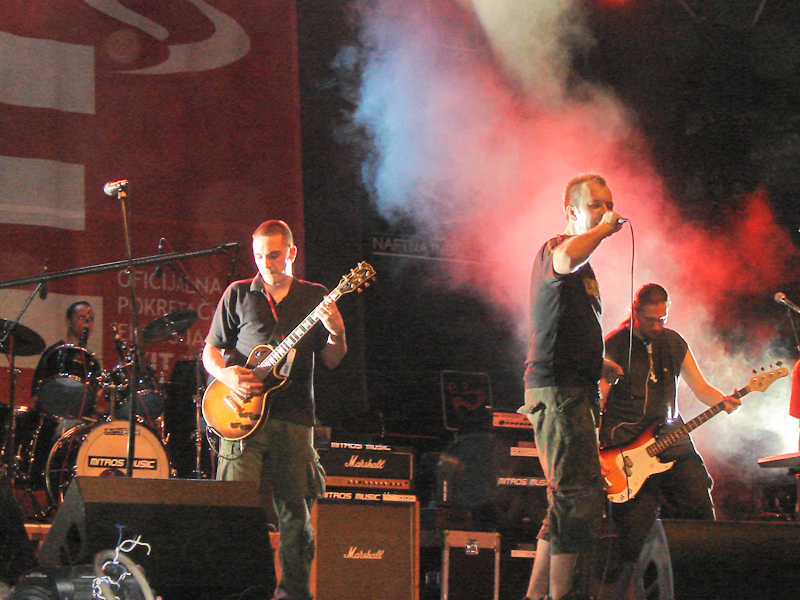
Dža ili Bu, Exit 2007

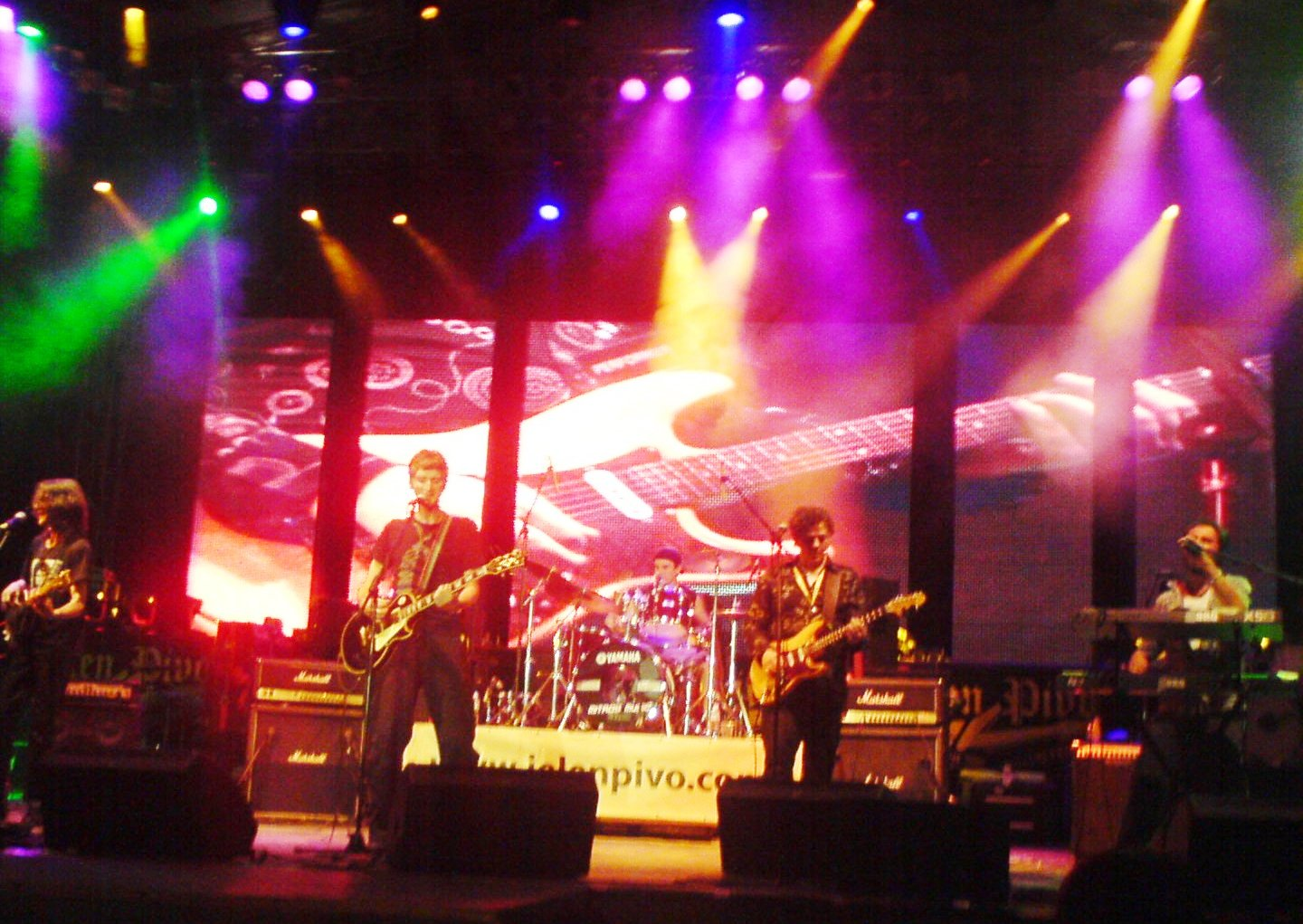
Električni orgazam, 2008

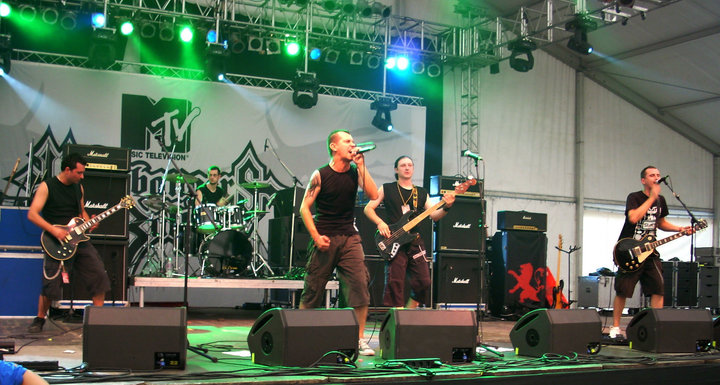
Overdrive, Óbudai-sziget, 2010

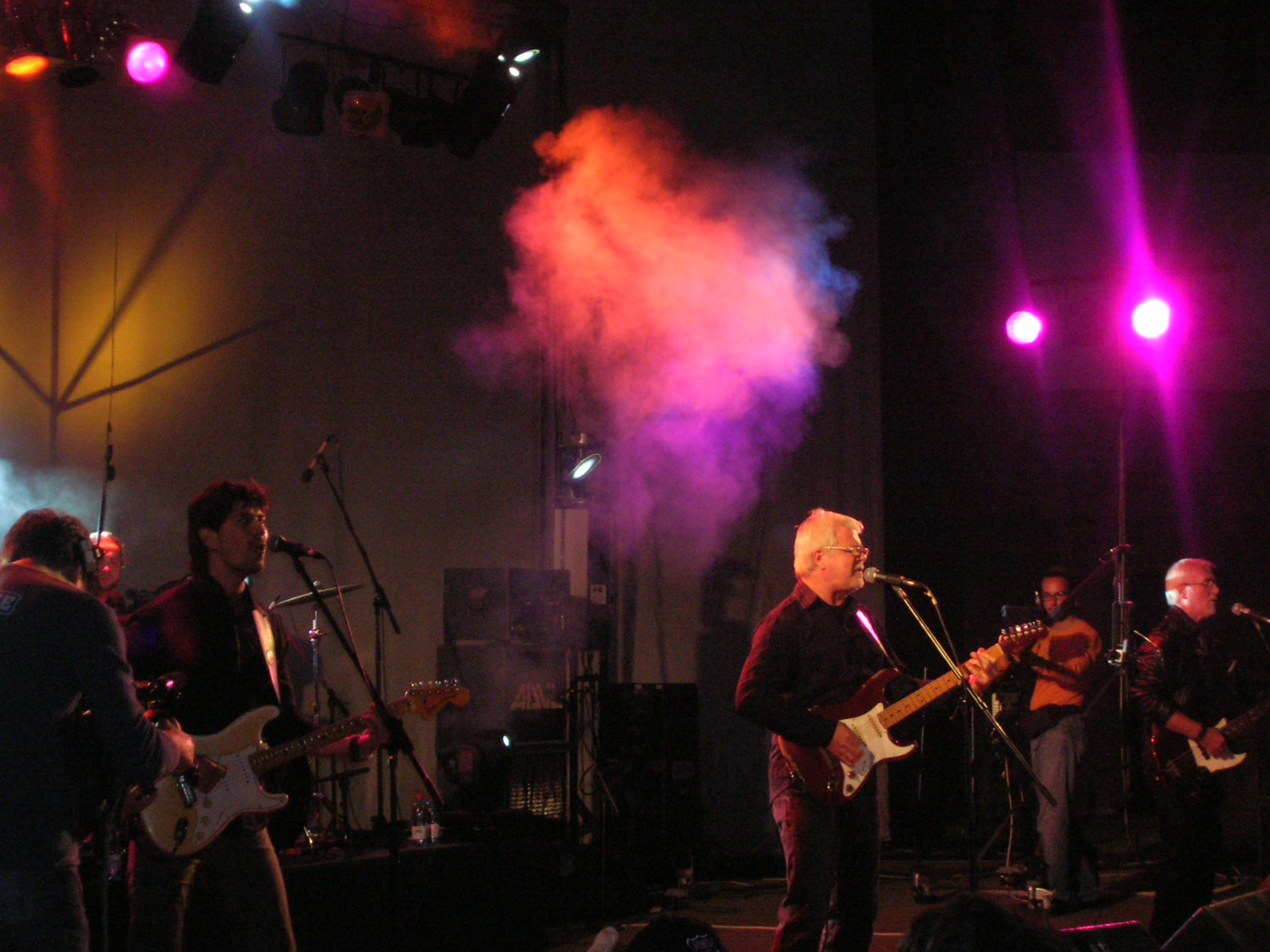
YU grupa, Niš, 2007

Parmi les artistes qui ont signé avec PGP-RTS, on peut citer :
- Alisa
- Amajlija (en)
- Ahteist rap
- Babe
- Nedeljko Bajić
- Bjesovi
- Cactus Jack
- Deca loših muzičara
- Disciplina kičme (Disciplin A Kitschme)
- Dragoljub Đuričić
- Dža ili Bu
- Haris Džinović
- Električni orgazam
- Eyesburn
- Familija
- Galija
- Garavi sokak
- Generacija 5
- Hush
- Miroslav Ilić
- Emina Jahović
- Kanda, Kodža i Nebojša
- Kazna Za Uši
- Kerber
- Kraljevski apartman
- Kristali
- Laki pingvini
- Lira Vega
- Mama Rock
- Oliver Mandić
- Srđan Marjanović
- Dragana Mirković
- Negative
- Neverne bebe
- Night Shift
- Osvajači
- Overdrive
- Partibrejkers
- Piloti
- Plejboj
- Dušan Prelević
- Nina Radojčić
- Rubber Soul Project
- S.A.R.S.
- Sick Mother Fakers
- Smak
- Ana Stanić (en)
- Super s Karamelom
- Trigger
- Vampiri
- Van Gogh
- YU grupa
- Zana
- Zbogom Brus Li